# 治愈世界基金会
治愈世界基金会（英語：Heal the World Foundation）是美国已故歌手迈克尔·杰克逊于1992年创立的慈善组织，得名自杰克逊的单曲〈Heal The World〉，致力于維護儿童权益，現已停止運作。该基金會曾空运46吨物资至萨拉热窝，開展毒品和酒精滥用的防治教育，同時資助弱勢兒童，包含全额支付一名匈牙利儿童移植肝脏的手術費用。2002年，其因未提交年度会计报表而遭撤銷慈善组织的免稅資格。
2008年，一个與該基金會無關的组织以相同名稱於加利福尼亚州成立。杰克逊的经纪公司翌年就不正当竞争與商標侵權，對其提起訴訟。

## 背景
|                 | 上帝派我来地球就是干这个的，为小孩做这样的事是我生命中的一部分。我是上帝的特别信使，我没理由感到难过。 |
| ——迈克尔·杰克逊 | |

创立治愈世界基金会，杰克逊表示，自己很关心儿童的健康成长和世界和平，歌曲Man In The Mirror、Can You Feel It和We Are The World就能表现这一点。杰克逊还捐赠了数百万美元给慈善机构，当中包括杰克逊举办巡回演唱会的500万美元的份额。
1984年，在拍摄百事可乐的广告时，杰克逊头皮有烟火，意外地烧掉头发（当时验证为二级烧伤），杰克逊将百事公司告上法庭，最终百事赔给杰克逊150万美元，杰克逊将所有的赔款成立了“迈克尔·杰克逊烧伤中心”，专门帮助头部严重烧伤的人。
不久，杰克逊被邀请入白宫接受当时的美国总统罗纳德·里根颁发的奖项。这奖项是为了表彰杰克逊对慈善事业的支持、帮助人们克服吸毒、酗酒等困扰。
1985年，杰克逊与莱昂纳尔·里奇合写的慈善单曲We Are The World在世界各地发行，以帮助非洲和美国的穷人。该单曲成为最畅销的单曲之一，有近2000万张售出，并捐出了数百万美元。

## 使命
成立慈善机构的目的是向儿童提供医药服务和帮助世界上饥饿、无家可归、被剥削和虐待的儿童。杰克逊希望“可以改善全世界儿童的情况”。

## 解散
2002年，治愈世界基金会停止运作，原因是每年未能对有关的税收免税组织提交会计报表。治愈世界基金会的总裁杰克逊也宣布公司解散。